# Омелькова гора
Омелькова гора — ботанічна пам'ятка природи місцевого значення на території Великосолтанівської сільської ради Фастівського району Київської області. Оголошена рішенням 4 сесії XXIV скликання Київської обласної ради від 24 жовтня 2002 р. № 045-04-XXIV. Заказник перебуває в підпорядкуванні Васильківської РДА.
Площа заказника — 3 га.
Рослинний покрив пам’ятки представлений формацією типчаку валійського. У його складі виявлені рідкісні види: горицвіт весняний, сон чорніючий, осока низька, анемона лісова.

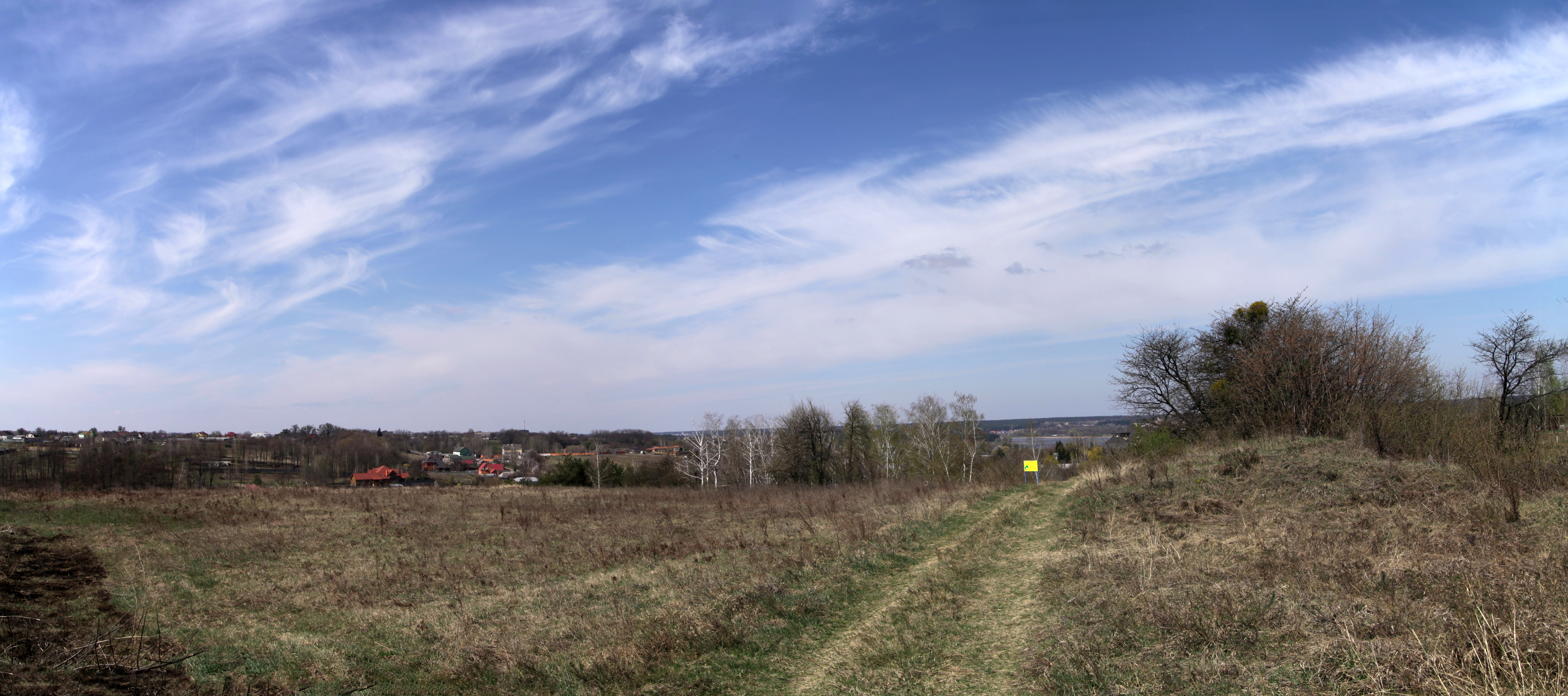
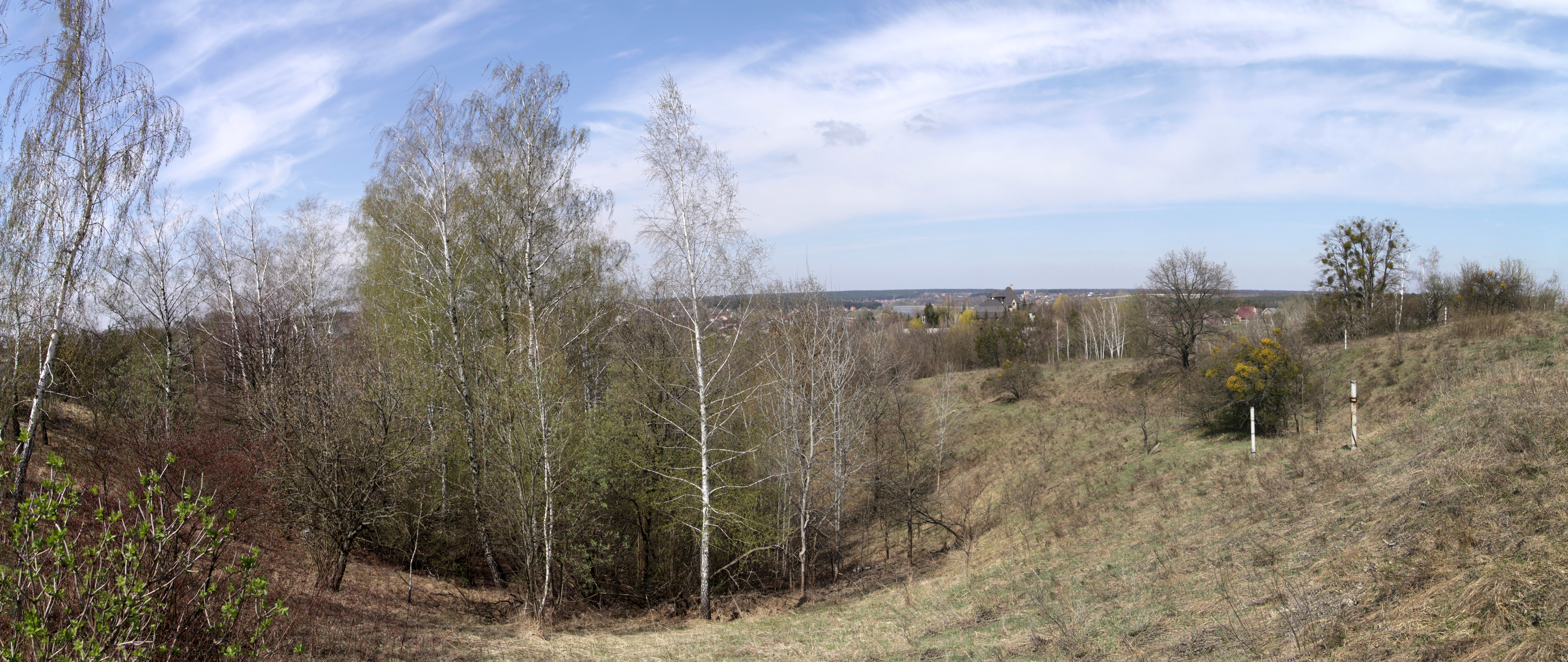
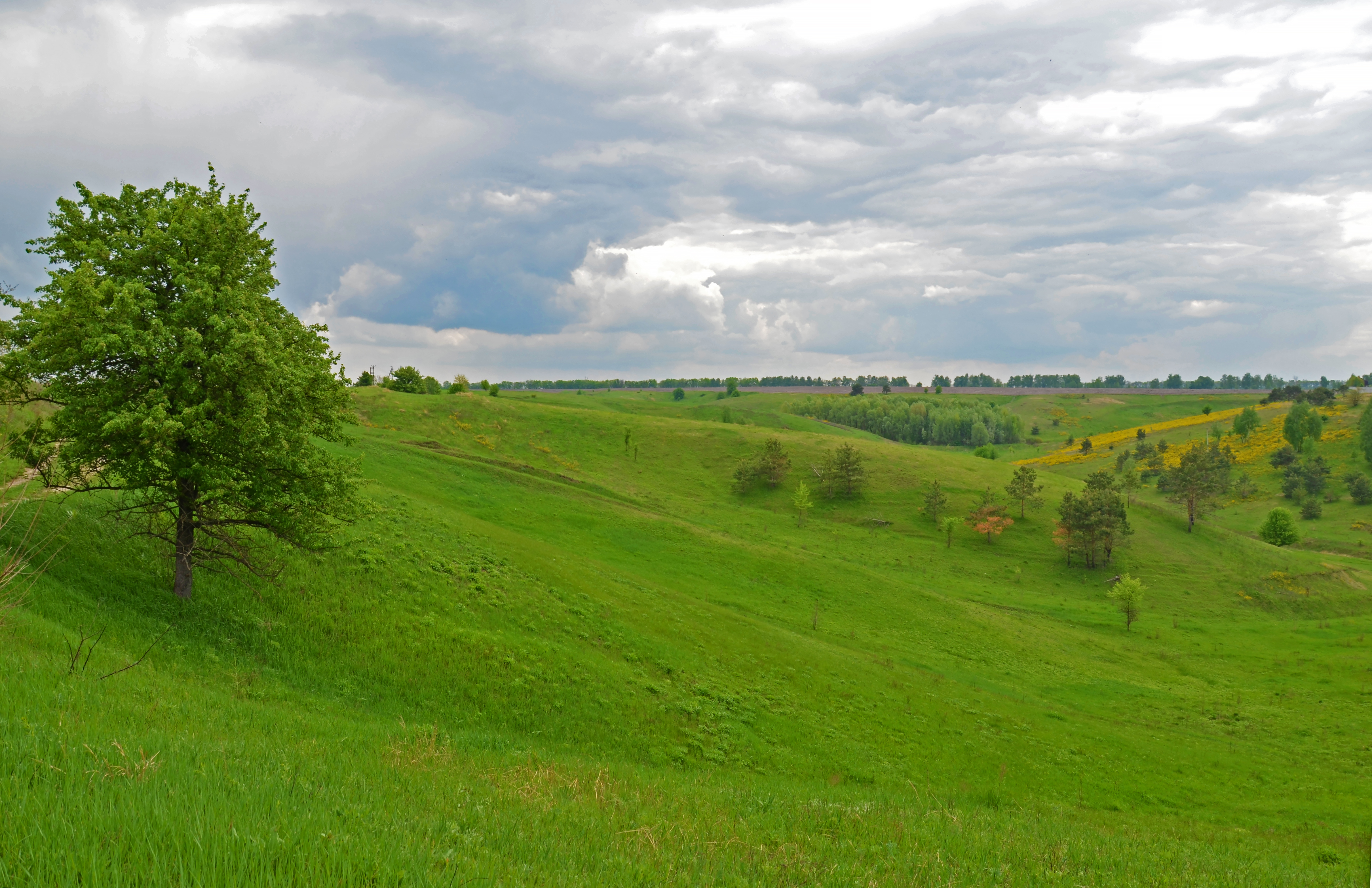
Омелькова гора
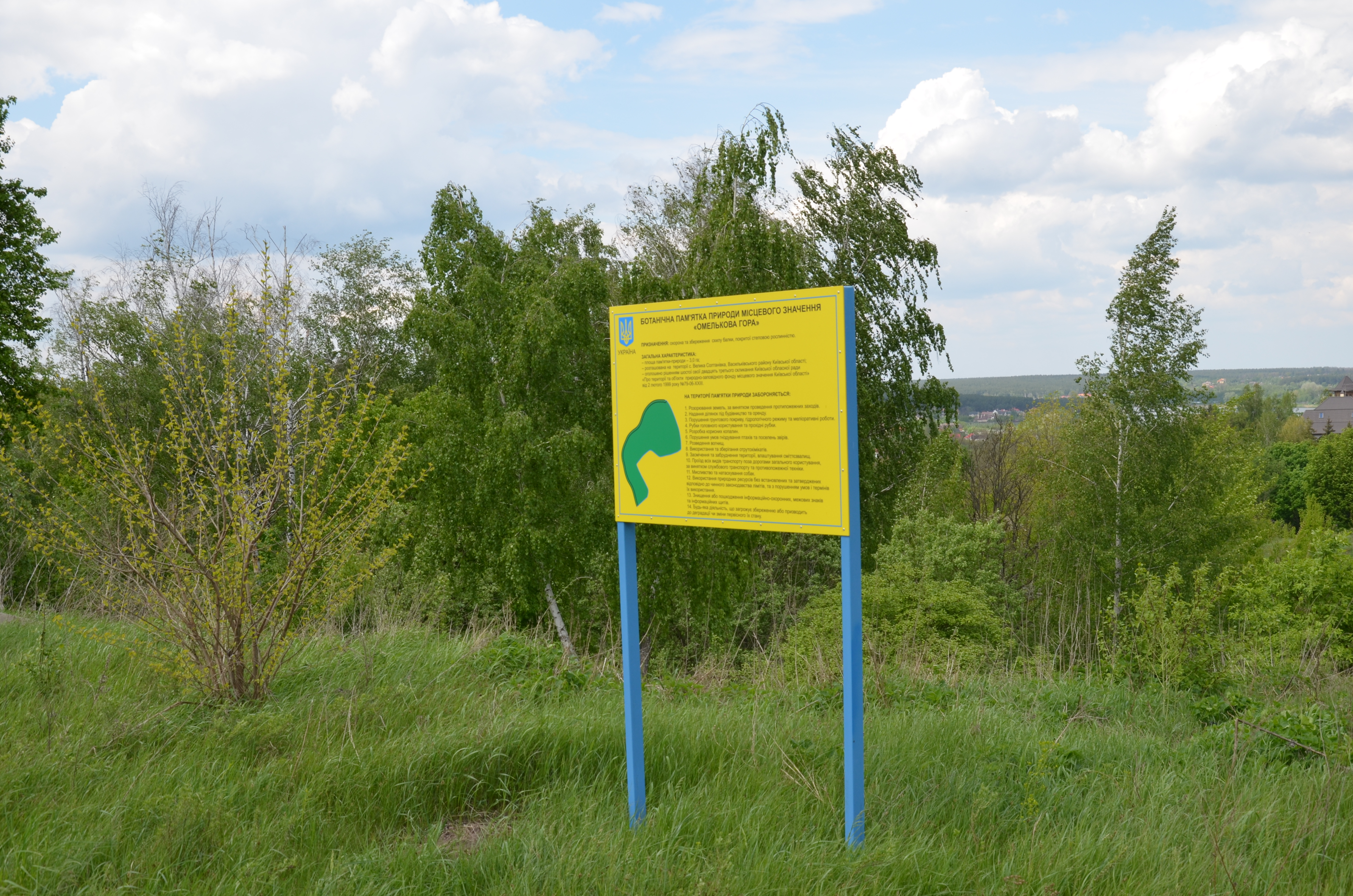
Омелькова гора
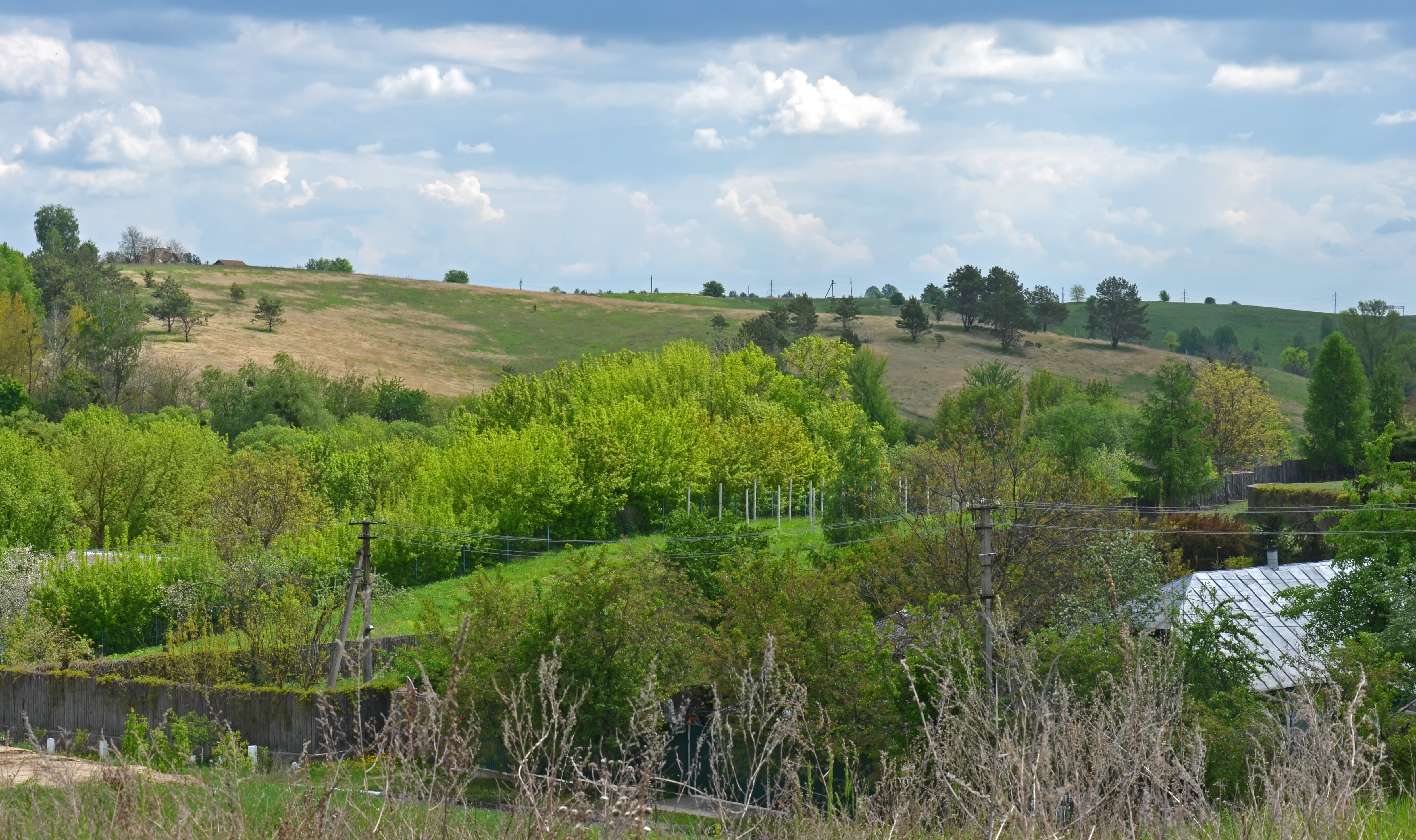
Омелькова гора